# Franco Ferrucci
Franco Ferrucci, né le 20 septembre 1936 à Pise et mort le 30 août 2010 à New York, est un universitaire, critique littéraire et romancier italien.

## Biographie
Professeur de littérature à l'université Rutgers (New Jersey) de 1970 à 2002, Franco Ferrucci fut révélé au grand public par la publication en 1986 chez Mondadori de son roman philosophique La Création (Il mondo creato), salué par Umberto Eco. Il est alors associé à la « Génération des années trente ».
Ensuite, plusieurs de ses ouvrages ont été traduits en français, anglais, allemand, turc, etc.

## Œuvre
Traductions en français
- La Création - autobiographie de Dieu, rééd. Pocket
- Lettre à un adolescent sur le bonheur, Arléa, (traduit par Jean-Pierre Milelli).
- Un amour singulier, Arléa, 1997

Traductions en italien
- Histoire de la folie à l'âge classique, Milan, Rizzoli, 1963

En italien
- L'anatra nel cortile, 1971
- L'assedio e il ritorno, 1974
- Il mondo creato, Mondadori, 1986 ; réédition : Fazi Editore, 1999,  (ISBN 8-88112-124-7)
- Il poema del desiderio: Poetica e passione in Dante, 1990
- Nuovo discorso sugli italiani (Piccoli saggi), 1993
- Fuochi, 1993
- Ars poetica, 1994
- Il formidabile deserto: Lettura di Giacomo Leopardi, 1998